# Jaime Benítez Rexach
Jaime Benítez Rexach (Vieques, 29 de octubre de 1908-San Juan, 30 de mayo de 2001) fue un abogado, profesor, orador, ensayista y político puertorriqueño. Dirigió  entre 1942 y 1971 la Universidad de Puerto Rico, primero como rector y después como presidente, donde fue partidario de mantener y reforzar la identidad puertorriqueña. En su carrera política fue miembro del Frente Unido Pro Constitución de la República de Puerto Rico, delegado en la Convención Constituyente del estado Libre Asociado y militante del Partido Popular Democrático (PPD), del cual fue comisionado residente en Washington de 1972 a 1976, bajo el Gobierno de Rafael Hernández Colón.
Cursó estudios en la Escuela Talla de Santurce y se graduó en la Escuela Superior Central. Estudió en la Universidad de Georgetown, en Washington D. C., de 1925 a 1931, donde se licenció en Derecho en 1930, y después continuó estudios de posgrado. Estuvo vinculado durante muchos años con la UPR, institución en la cual ingresó en 1931, como profesor de la Escuela de Ciencias Sociales y en 1942 se le designó rector. Benítez atrajo a eruditos y artistas a la universidad que habían dejado España durante la guerra civil, como José Ortega y Gasset, Juan Ramón Jiménez, Jorge Guillén, María Zambrano y Francisco Ayala.
Se casó con Lulu Martínez, con quien tuvo dos hijas, Clotilde y Margarita, y un hijo, Jaime. 
Murió el 30 de mayo de 2001 a los  92 años y fue enterrado al Cementerio Santa María Magdalena de Pazzis en San Juan, Puerto Rico.